# جيمس مارتن غراي
جيمس مارتن غراي (بالإنجليزية: James Martin Gray)‏ هو عالم الكتاب المقدس أمريكي، ولد في 11 مايو 1851 في نيويورك في الولايات المتحدة، وتوفي في 21 سبتمبر 1935 في شيكاغو في الولايات المتحدة.

## وصلات خارجية
- جيمس مارتن غراي على موقع ديسكوغز (الإنجليزية)